# 문막휴게소
문막휴게소(文幕休憩所, Munmak Service Area)는 강원특별자치도 원주시 문막읍 포진리에 위치한 영동고속도로의 휴게소이다.

## 시설
- 주차장
- 화장실
- 약국
- 식당
- 브랜드매장 : 카페베네(인천방면), 던킨도너츠(인천방면), 롯데리아(인천방면), 베스킨라빈스, 도넛앤커피
- 정유소: ex-OIL
- LPG충전소 : 없음
- 현금 자동 입출금기
- 전기차충전소

## 전후
인천 방향
- 문막 나들목 ← 문막휴게소 ← 만종 분기점
- 여주휴게소 ← 문막휴게소 ← 횡성휴게소

강릉 방향
- 문막 나들목 → 문막휴게소 → 만종 분기점
- 여주휴게소 → 문막휴게소 → 횡성휴게소